# شهرستان ولیکو ترنوو
شهرداری ولیکو ترنوو (به لاتین: Veliko Tarnovo Municipality) یک شهرداری در بلغارستان است که در ولیکو ترنوو واقع شده‌است.

## خصوصیات
ولیکو ترنوو ۸۸۳ کیلومترمربع مساحت و ۸۸٬۷۲۴ نفر جمعیت دارد.